# Ampérovo pravidlo pravé ruky

Orientace magnetických indukčních čar B, jestliže palec pravé ruky ukazuje směr el. proudu

Ampérovo pravidlo pravé ruky popisuje orientaci magnetických indukčních čar při průchodu elektrického proudu přímým vodičem, popřípadě cívkou.
Jestliže palec pravé ruky ukazuje směr elektrického proudu ve vodiči, pak pokrčené prsty ukazují orientaci magnetických indukčních čar.
Z tohoto pravidla lze snadno odvodit Ampérovo pravidlo pravé ruky pro cívku, které zní následovně: Cívku uchopíme do pravé ruky tak, že ohnuté prsty ukazují směr elektrického proudu v jejích závitech. Odtažený palec pak ukazuje severní pól cívky.

## Střelka kompasu

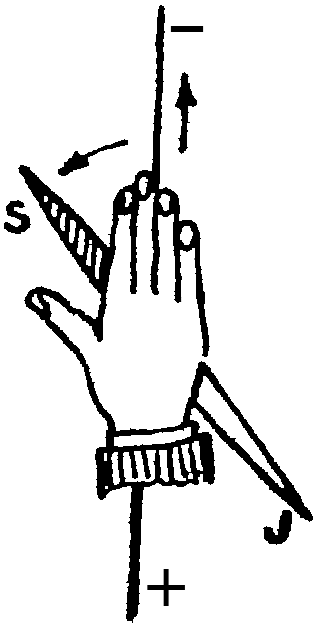
Když položíme na drát pravou ruku ve směru proudu, sever střelky se odkloní ve směru palce.

Jiná, aplikovaná verze Ampérova pravidla pravé ruky praví: Když položíme na drát pravou ruku ve směru proudu, sever střelky se po zapnutí proudu odkloní ve směru palce. Napřed je ale dobré zorientovat obvod tak, aby proud tekl od jihu k severu, tzn. plus je na jihu.